# Heijmeijer

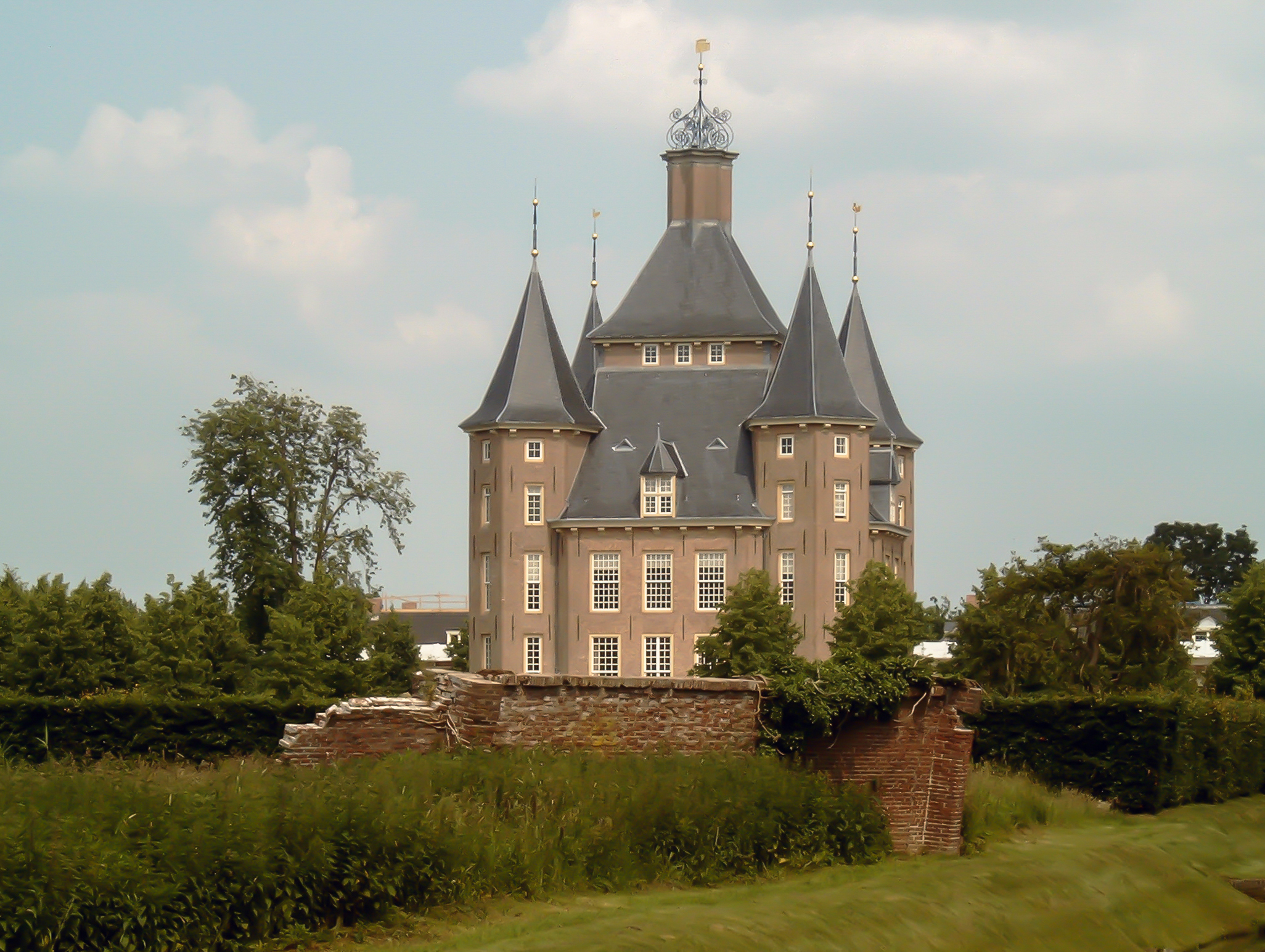
Kasteel Heemstede

Heijmeijer (ook: Van Haare Heijmeijer) is de naam van een van oorsprong Westfaals geslacht waarvan een lid zich in 1764 in Kampen vestigde en die daarmee de stamvader van de Nederlandse tak werd.

## Geschiedenis
De stamreeks begint met Johannes Heijmeijer die landeigenaar was te Westerloh en lid was van de senaat van het land van Delbrück; hij overleed in 1674. Zijn nazaat Johannes Liborius Heijmeijer (1734-1796) werd op 14 juni 1764 grootburger van Kampen en trouwde daar tien dagen later.
In 1919 kocht een nazaat de ridderhofstad met kasteel Heemstede en leden van de familie zijn sindsdien heer of vrouwe van/in Heemstede.
Het geslacht werd in 1995 opgenomen in het Nederland's Patriciaat.

## Enkele telgen
Johannes Liborius Heijmeijer (1734-1796), vestigde zich te Kampen, meester-kleermaker
- Bernardus Josephus Heijmeijer (1767-1848), koopman in granen, organist van de Waalse kerk te Kampen
  - Johannes Liborius Heijmeijer (1798-1841), organist, muziekmeester te Harlingen
  - Lambertus Josephus Heijmeijer (1801-1879), koopman in granen
    - Bernardus Josephus Heijmeijer (1830-1901), koopman in granen
      - Lambertus Josephus Heijmeijer, heer van Heemstede (1861-1932), oprichter 1884 en president-directeur Vereenigde Jute en Cocosfabrieken van L.J. Heijmeijer N.V., kocht in 1919 kasteel Heemstede
        - Henricus Adrianus Josephus Maria Heijmeijer, heer van Heemstede (1892-1966), ondernemer en consul; trouwde in 1930 Dorothea Hemelrijk, vrouwe in Heemstede 1979- (1905-1986)
          - Dorothea Jennifer Kathrine Heijmeijer, vrouwe in Heemstede 1966- (1939), oprichtster en voorzitster van de Stichting Heijmeijer van Heemstede (Amsterdam) ten behoeve van de restauratie van monumenten

        - Hubertus Cornelius Hermanus Maria van Haare Heijmeijer (1897-1972), directeur Verenigde Fabrieken van L.J. Heijmeijer N.V., verkreeg naamswijziging bij KB van 10 juli 1969, nr. 74, tot van Haare Heijmeijer en werd zo de stamvader van de tak met die naam
        - Josephus Ignatius Antonius Maria Heijmeijer, heer van Wylré (1902-1980)

    - Cornelius Petrus Heijmeijer (1831-1919), oprichter en lid firma C.P. Heijmeijer & Zoon, groothandel in granen en levensmiddelen te Amsterdam
      - Bastiaan Heijmeijer (1859-1938), lid firma C.P. Heijmeijer & Zoon
        - Prof. dr. Cornelius Petrus Heijmeijer (1890-1978), priester, hoogleraar moraaltheologie te Maastricht
        - Mr. Johannes Baptist Joseph Heijmeijer (1895-1955), vicepresident gerechtshof Leeuwarden; trouwde in 1922 met Josephina Catharina Maria Croon (1899-1981), lid gemeenteraad van Leeuwarden

Geslachten die opgenomen zijn in het sinds 1910 verschijnende genealogische naslagwerk Nederland's Patriciaat. Lijst volgens opgave van het CBG Centrum voor familiegeschiedenis.
A · B · C · D · E · F · G · H · I · J · K · L · M · N · O · P · Q · R · S · T · U · V · W · Y · Z